# Hugues de Thé
Hugues Blaudin de Thé plus connu sous le nom Hugues de Thé, né le 18 janvier 1959 à Marseille, est un médecin et chercheur français. Il est actuellement médecin des hôpitaux et professeur au Collège de France, titulaire de la chaire d’oncologie cellulaire et moléculaire (2014), membre de l'Académie des sciences depuis 2011. Ses travaux, à l’interface entre la biologie et la médecine, ont radicalement transformé la prise en charge d’une forme rare de leucémie, devenue le paradigme des traitements ciblés du cancer.

## Biographie et travaux scientifiques
Fils de Guy de Thé, médecin et biologiste, Hugues de Thé passe les premières années de sa vie aux États-Unis. Après un passage en classes préparatoires au lycée du Parc, il mène en parallèle des études de médecine et de sciences biologiques d’abord à Lyon, puis à l’hôpital Necker à Paris. Reçu à l’internat des hôpitaux de Paris en 1984, il choisit l’internat de recherche médicale qu’il effectue dans le laboratoire de Pierre Tiollais à l’Institut Pasteur. Ses travaux de thèse et de post-doctorat dans ce laboratoire lui permettront d’apporter des contributions significatives à la compréhension de la signalisation par les acides rétinoïques, avec en particulier le clonage de RARB et l’identification du premier élément de réponse à cette hormone,. Avec Laurent Degos et Anne Dejean, il explore ensuite les bases de la réponse clinique des leucémies aiguës promyélocytaires à l’acide rétinoïque, ce qui le conduira à identifier les remaniements du gène RARA dans cette maladie, et à décrire la fusion PML/RARA. Recruté comme chercheur à l’Inserm en 1991, il consacrera la suite de sa carrière à la compréhension de la fonction leucémogène de cette oncoprotéine. Après avoir été recruté comme professeur à l’université de Paris 7 et médecin des hôpitaux, il assurera la direction d’une unité de recherche CNRS, puis CNRS/Inserm/Université (pathologie moléculaire) de 1995 à 2018. Il est, ou a été, membre de nombreuses structures d’évaluations ou de conseils en France ou à l’étranger. Il est membre des comités éditoriaux de Cancer Research, puis Cancer Discovery.
Ses travaux, directement inspirés par des observations cliniques et menés en collaboration avec des équipes françaises et chinoises conduiront à des éclairages nouveaux sur les rôles de la différenciation, du contrôle de l’expression génétique ou de l’organisation nucléaire dans la pathogénie de cette maladie,. Il cherchera en particulier à comprendre les bases moléculaires et cellulaires du ciblage de PML/RARA par l’acide rétinoïque et plus tard par l’arsenic. Son équipe démontrera que l’acide rétinoïque et arsenic constituent des traitements ciblés, qui se fixent directement à PML/RARA et induisent sa dégradation par le protéasome. La modélisation in vivo de la maladie lui permet de découvrir que l’association d’acide rétinoïque et d’arsenic est capable d’assurer l’éradication de la maladie. Ces modèles trouveront leur application clinique dans des traitements permettant de guérir l’immense majorité des patients sans utilisation de chimiothérapie génotoxique,. Outre leurs applications médicales, ses travaux ont ouvert de nouvelles perspectives dans des domaines de biologie très fondamentale, comme l’organisation nucléaire ou le contrôle de la stabilité des protéines.

## Hommages et distinctions

### Prix
- 1996 : prix Mandé de l’académie de Médecine
- 1999 : prix Rosen de la Fondation pour la recherche médicale
- 2004 : prix Mergier-Bourdeix de l'Académie des sciences
- 2010 : 
  - prix Griffuel de l'Association de recherche en cancérologie
  - prix Claude Bernard de la Ville de Paris
- 2011 : prix de coopération internationale du Chinese Office Science and Technology
- 2016 : Ernest Beutler Award de l’American Society of Hematology
- 2018 : Sjoberg Prize, de l’Académie royale des sciences de Suède

Il est membre de l’EMBO (2004) et a obtenu deux Advanced Grant de l’European Research Council (ERC). 

### Décorations
- Chevalier de la Légion d'honneur
- Officier de l'ordre national du Mérite (2025)[13])